# Handleyomys rostratus
Handleyomys rostratus és una espècie de mamífer rosegador de la família dels cricètids. Viu a altituds de fins a 1.200 msnm a Belize, Costa Rica, El Salvador, Guatemala, Hondures, Mèxic i Nicaragua. Es tracta d'un animal nocturn. Els seus hàbitats naturals són les vores dels boscos, els cafetars, les zones amb canyes de sucre, els matollars i els herbassars adjacents a boscos perennifolis o caducifolis. És una espècie en risc mínim, és a dir, no sembla que hi hagi cap amenaça significativa per a la seva supervivència.